# Elsa Osorio
Elsa Osorio (Buenos Aires, 1952) è una scrittrice e sceneggiatrice argentina.

## Biografia
Autrice di varie sceneggiature cinematografiche e televisive, tra le sue opere si evidenziano Ritos Privados (1982, Premio Nazionale), Reina Mugre (1989), Como tenerlo todo (1993), Las Malas lenguas (1994) e Cielo de Tango (2006).
Nel suo libro I vent'anni di Luz (A veinte años, Luz, 1998, Madrid) evoca la lunga dittatura argentina. È stato tradotto in quindici lingue ed ha venduto più di mezzo milione di copie in Europa. Nel suo libro "La miliziana" ("Mika") narra la vita di "Micaela Etchebéhère", detta "Mika", ebrea argentina di origini russe, l'unica donna che durante la guerra civile spagnola ha comandato una milizia antifranchista.
Coordina uffici di narrativa e partecipa attivamente nella difesa dei diritti umani.
Attualmente vive tra Buenos Aires e Madrid.

## Riconoscimenti

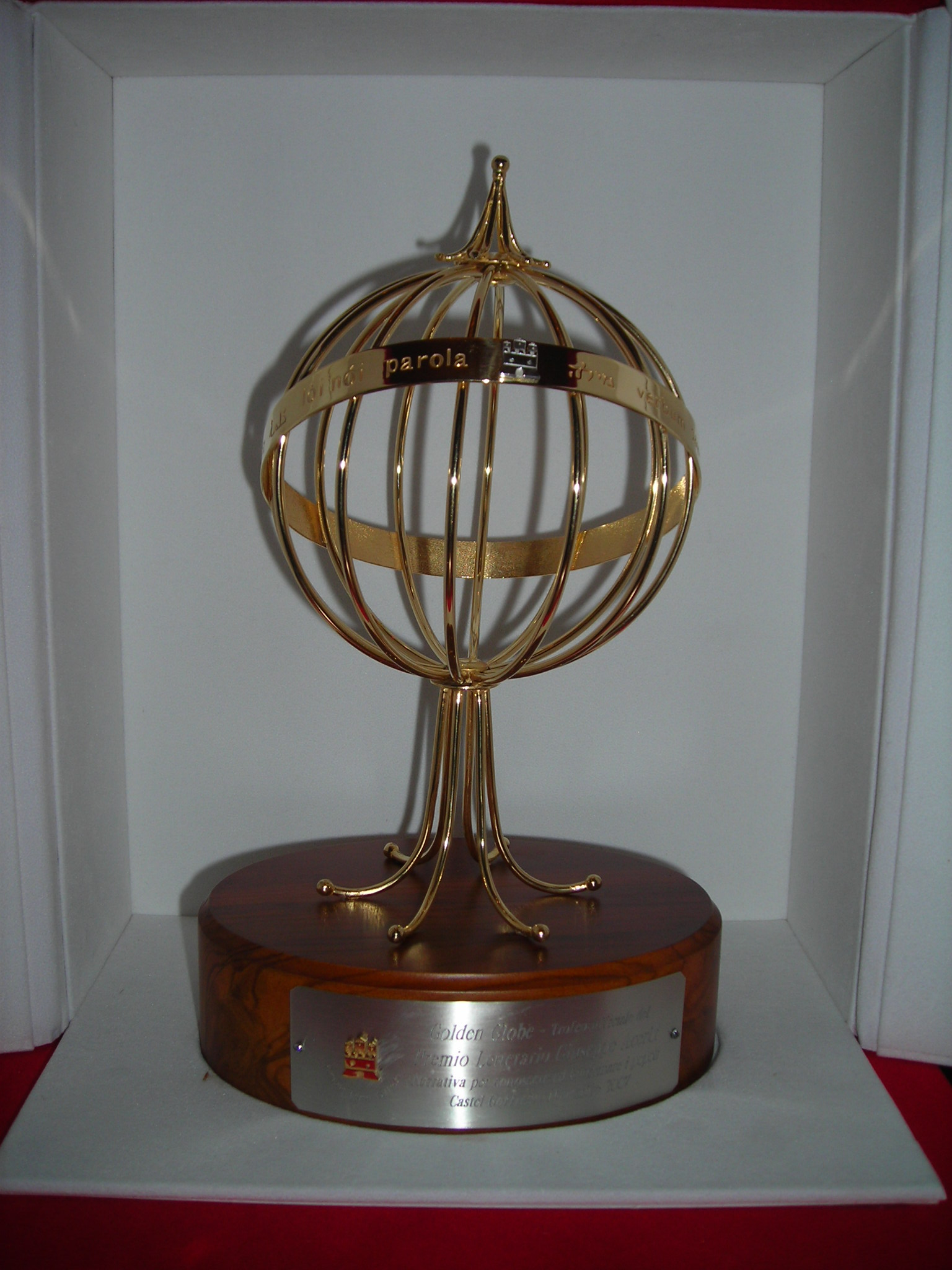
Premio letterario Giuseppe Acerbi.

- 2009 – Premio letterario Giuseppe Acerbi per il romanzo Lezioni di tango.